# Шмирлер, Сандра
Са́ндра Мэри Шми́рлер (англ. Sandra Marie Schmirler; 11 июня 1963, Биггер, Саскачеван, Канада — 2 марта, 2000, Реджайна, Саскачеван, Канада) (в 1990—1995 Са́ндра Пи́терсон) — канадская кёрлингистка, олимпийская чемпионка и чемпионка мира. 
Скип национальной сборной на Олимпийских играх 1998 года.
Она была первым скипом, выигравшим золотую медаль на Олимпийских играх. В годы, предшествовавшие Олимпиаде, трижды выиграла чемпионаты мира.
В 1999 году была вместе со всей командой Шмирлер введена в Зал славы канадского кёрлинга. В 2000 была введена в Зал спортивной славы Канады (англ. Canadian Sports Hall of Fame) (они были первыми из кёрлингистов-женщин, введённых в этот Зал славы). 
15 сентября 1997 года, всего за полгода до победы на Олимпийских играх, родила дочь Сару Мэрион. 30 июня 1999 года родила вторую дочь Дженну Ширли. Умерла 2 марта 2000 года из-за осложнений, вызванных рождением второго ребёнка. У Сандры была диагностирована аденокарцинома.
В 2009 году введена в Международный зал славы кёрлинга Всемирной федерации кёрлинга (посмертно). В 2022 туда же были введены остальные трое участников её чемпионской команды — Джен Беткер, Джоан Маккаскер и Марсия Гудерайт.
После её смерти в 2000 был создан Фонд Сандры Шмирлер (англ. Sandra Schmirler Foundation) — фонд для ухода за младенцами в кризисных ситуациях. В её честь назван приз для самого ценного игрока на женском чемпионате Канады (англ. Sandra Schmirler Most Valuable Player Award).

## Команды
| Сезон   | Скип            | Третий         | Второй          | Первый           | Запасной                      | Турниры                                           |
| ------- | --------------- | -------------- | --------------- | ---------------- | ----------------------------- | ------------------------------------------------- |
| 1986—87 | Kathy Fahlman   | Сандра Шмирлер | Джен Беткер     | Sheila Schneider | Мишель Шнейдер (ЧС, ЧК)       | ЧС 1987 · ЧК 1987 (4 место) · КООК 1987 (4 место) |
| 1990—91 | Сандра Питерсон | Джен Беткер    | Джоан Инглиш    | Марсия Шимл      | Анита Форд                    | ЧС 1991 · ЧК 1991 (4 место)                       |
| 1992—93 | Сандра Питерсон | Джен Беткер    | Джоан Маккаскер | Марсия Гудерайт  | Анита Форд                    | ЧС 1993 · ЧК 1993 · ЧМ 1993                       |
| 1993—94 | Сандра Питерсон | Джен Беткер    | Джоан Маккаскер | Марсия Гудерайт  | Анита Форд                    | ЧК 1994 · ЧМ 1994                                 |
| 1994—95 | Сандра Питерсон | Джен Беткер    | Джоан Маккаскер | Марсия Гудерайт  | Анита Форд                    | ЧК 1995                                           |
| 1996—97 | Сандра Шмирлер  | Джен Беткер    | Джоан Маккаскер | Марсия Гудерайт  | Атина Форд тренер: Анита Форд | ЧС 1997 · ЧК 1997 · ЧМ 1997                       |
| 1997—98 | Сандра Шмирлер  | Джен Беткер    | Джоан Маккаскер | Марсия Гудерайт  | Атина Форд тренер: Анита Форд | КООК 1997 · ЧК 1998 · ЗОИ 1998                    |

ЧС — чемпионат провинции Саскачеван по кёрлингу среди женщин (en:Saskatchewan Scotties Tournament of Hearts);
ЧК — чемпионат Канады по кёрлингу среди женщин (Scotties Tournament of Hearts);
КООК — предолимпийский отбор команды, которая будет выступать на Олимпиаде как сборная Канады по кёрлингу (Канадский олимпийский отбор по кёрлингу);
ЗОИ — зимние Олимпийские игры